# 子陵镇
子陵镇，另叫子陵铺镇，是中华人民共和国湖北省荆门市东宝区下辖的一个乡镇级行政单位。

## 行政区划
子陵镇下辖以下地区：
罗坡社区、子陵村、龙泉村、团堡村、四坪村、柏坪村、蔡冲村、青山村、金冢村、三当村、枣店村、曾坡村、何冲村、南桥村、金榜村、建泉村、万家坪村、七桥村、新庙村、华阳村、八角村、拾井村、红庙村、幸福村、美满村、联心村、石莲村、新桥村、金泉村和曾庙村。

## 交通
- 焦柳铁路：子陵站